# Střešovický rybník
Střešovický rybník, dříve také Nebe (německy Himmel Teich) je památný rybník v západní části území Střešovic v Praze 6, mezi ulicemi Pod novým lesem a Na Petřinách, v těsné blízkosti přírodní památky Střešovické skály, od níž je oddělen silnicí. Je součástí geologického útvaru Pražská plošina.

## Situace
Rybník je v současnosti ukryt v hustém porostu stromů a keřů pod svahem ulice Na Petřinách a Pod Novým lesem, areál je z jihu ohrazen dvojím drátěným plotem, ze severu a východu keramickým plotem. Stromy byly vysázeny většinou hned po druhé světové válce, jsou mezi nimi 80leté kaštany, smuteční vrba, vzácné jehličnany, javory, stromořadí borovic po severní straně bylo vysazeno v roce 1976, pochopitelně časem přibyly také náletové dřeviny. Dříve výrazně hlučná fauna (divoké kachny a žáby) po roce 2000 postupně vymizela.

## Historie
Rybník vznikl v rámci projektu zásobování Pražského hradu pitnou vodou, v němž bylo vybudováno vodovodní potrubí, kamenná vodovodní štola a hradní vodojem. Vedení tohoto vodovodu od Císařského potoka je doloženo mapovými podklady od 17. do 19. století.
Rybník napájí prameny, vyvěrající ze Střešovických skal, které jsou svedeny do jímacích studánek, z nichž nejznámější je západně odtud studánka "Pod Novým lesem", jindy zvaná "Barelka". Jde o poměrně rozsáhlé prameniště podél historického Hradního vodovodu, kterým byla již od doby císaře Rudolfa II. přiváděna voda na Pražský hrad. V současnosti jsou tři udržované vyzděné vstupy vodovodu ve svahu při silnici do Veleslavína, západně od rybníka; užitková voda jimi proudí dosud.
Rybník v minulosti sloužil nejen jako zásobárna užitkové vody pro vesnice Střešovice a Veleslavín, ale i ke koupání. Za druhé světové války byla podle protektorátních předpisů jeho hráz vyzděna a přístupová cesta zpevněna, aby mohl sloužit k požárním účelům.

### Areál zdraví – sauna
Nejpozději roku 1974 začala v akci Z stavba sportovního a rekreačního střediska, jehož investorem byl ONV Praha 6. Areál zdraví patřící ČVUT a sloužící nejdříve jeho zaměstnancům a později i veřejnosti začal fungovat od Nového roku 1976. Podle novinové zprávy z roku 1990 byla zdejší sauna jednou z dvou pražských saun, kde se mohli saunovat společně muži a ženy. Škola provozovala saunu i pro veřejnost do roku 1995, pak ji pronajala soukromému majiteli. Ten ji nějaký čas provozoval jako privátní podnik, po roce 2000 začal celý areál pustnout. Ve výroční zprávě hospodaření ČVUT za rok 2019 je uvedeno, že roku 2018 byla sauna prodána.

## Současnost
Existence (v současnosti již výrazně zakrnělého) rybníka a přilehlých zalesněných pozemků je v současnosti ohrožena developerským projektem multifunkční sportovní haly. 

## Obrázky

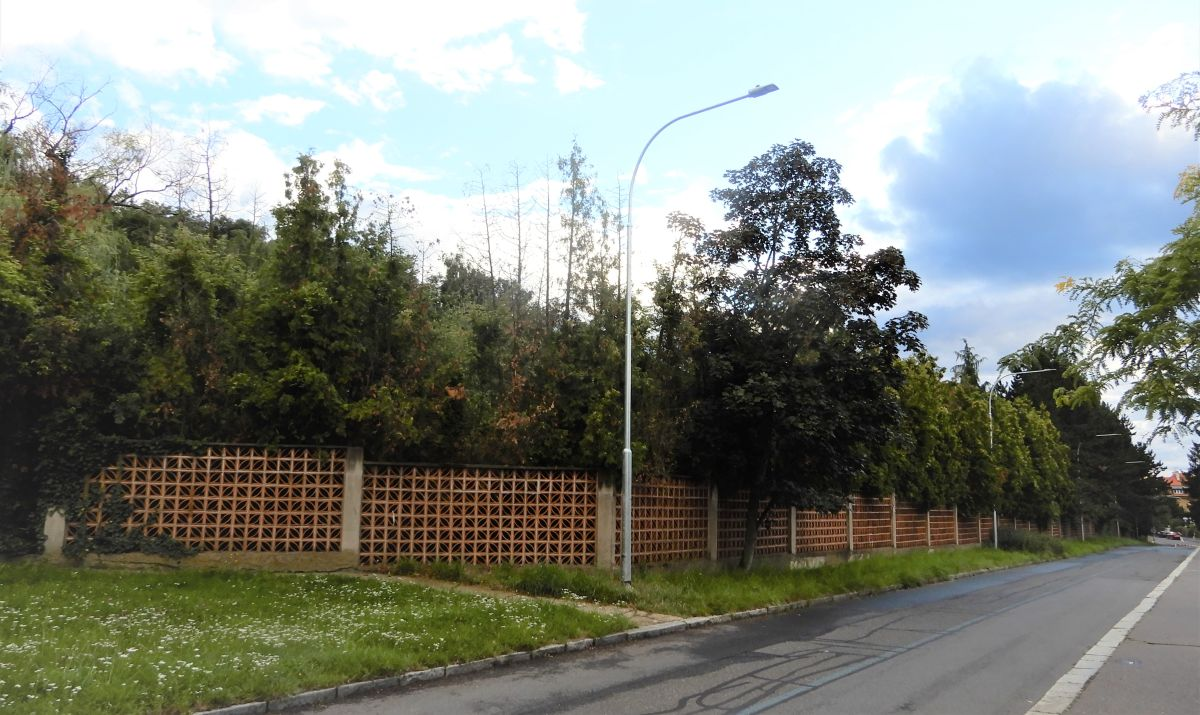
Z ulice Pod novým lesem
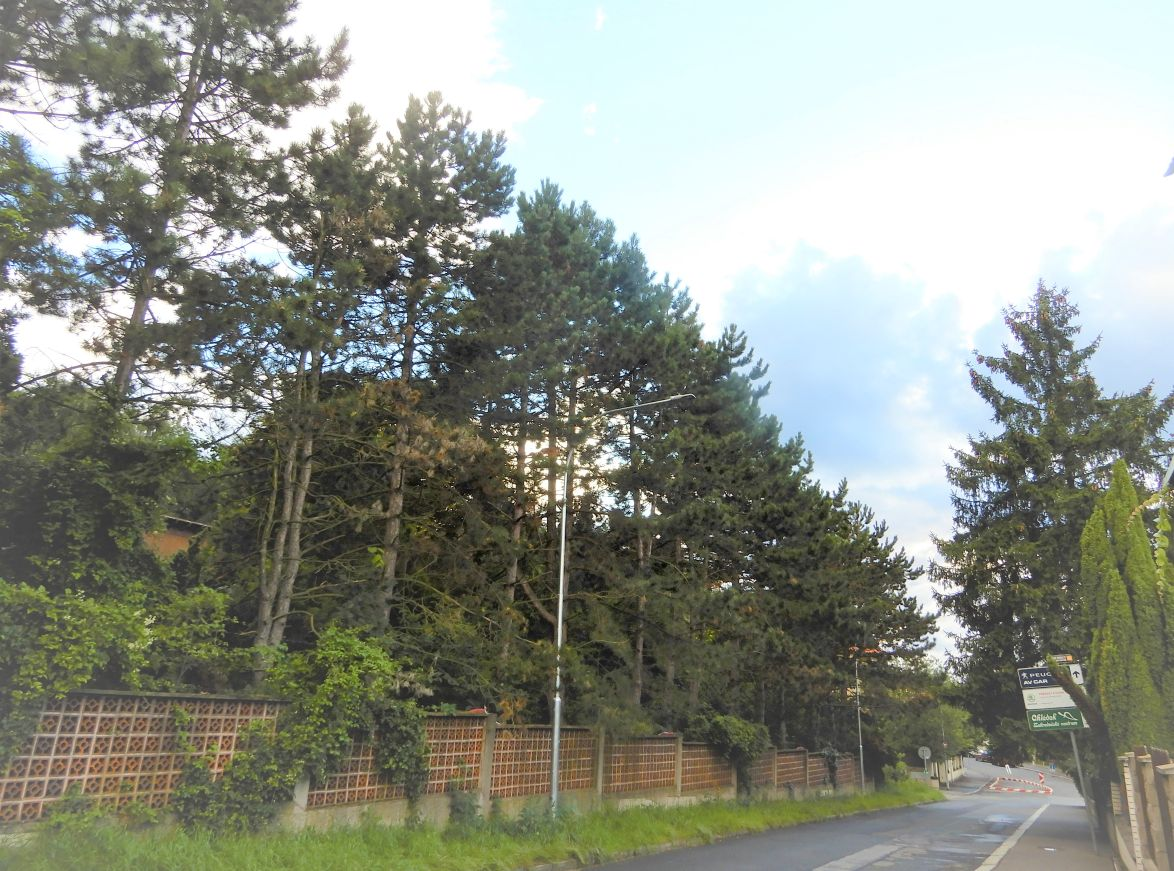
Z ulice Pod novým lesem
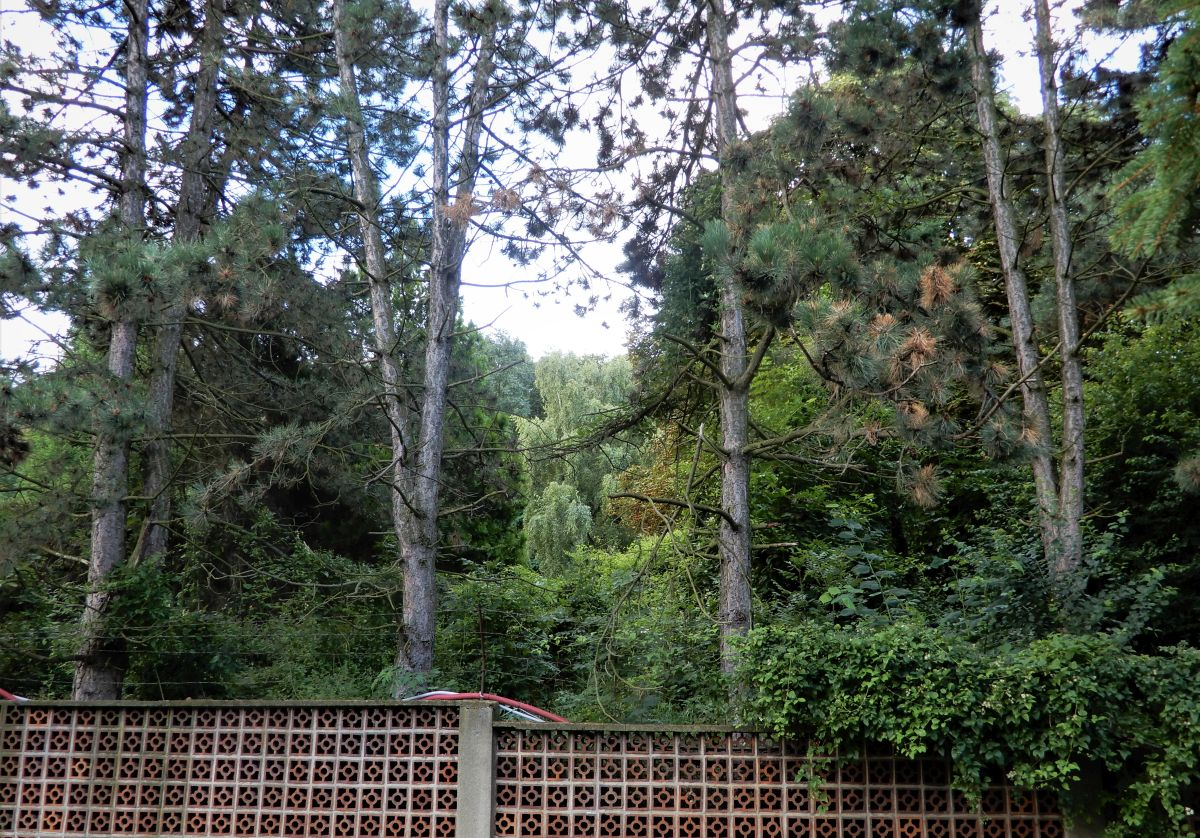
Z ulice Pod novým lesem
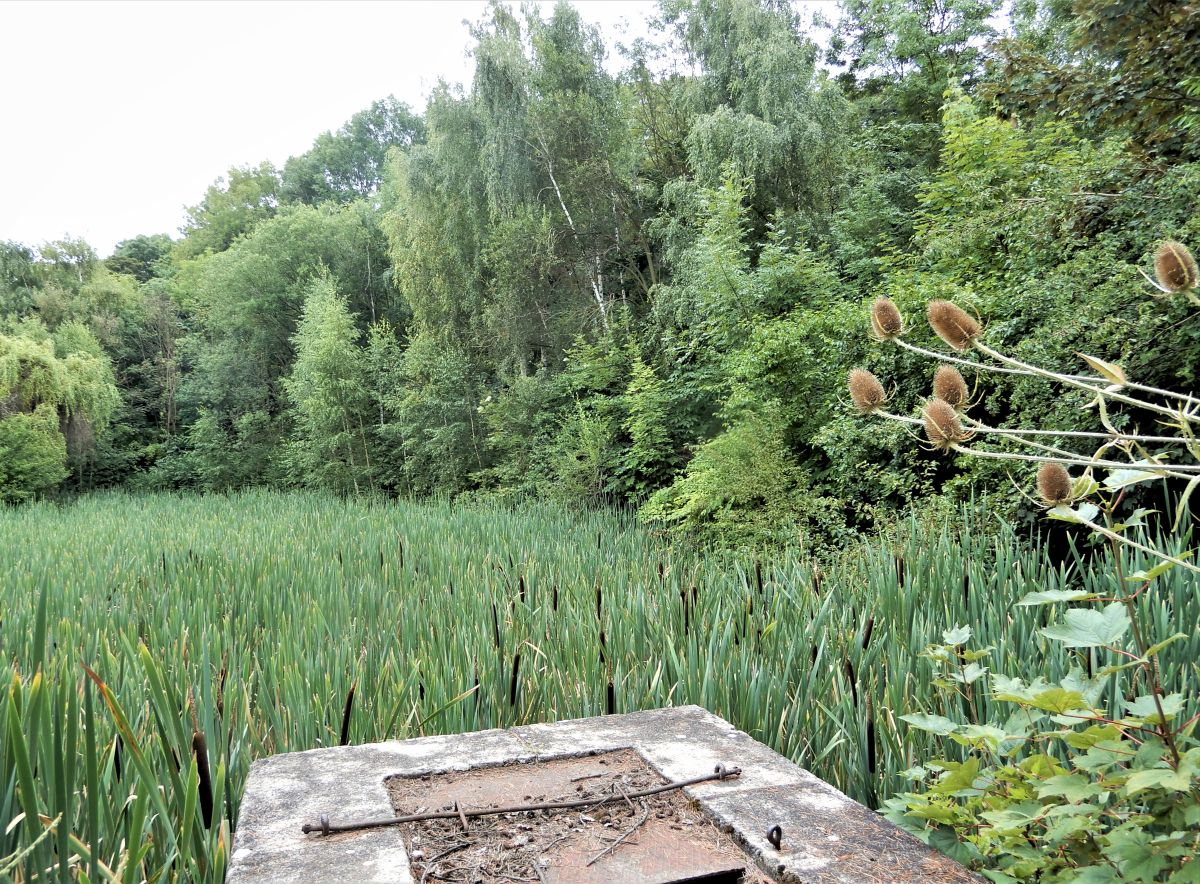
Pohled od hráze
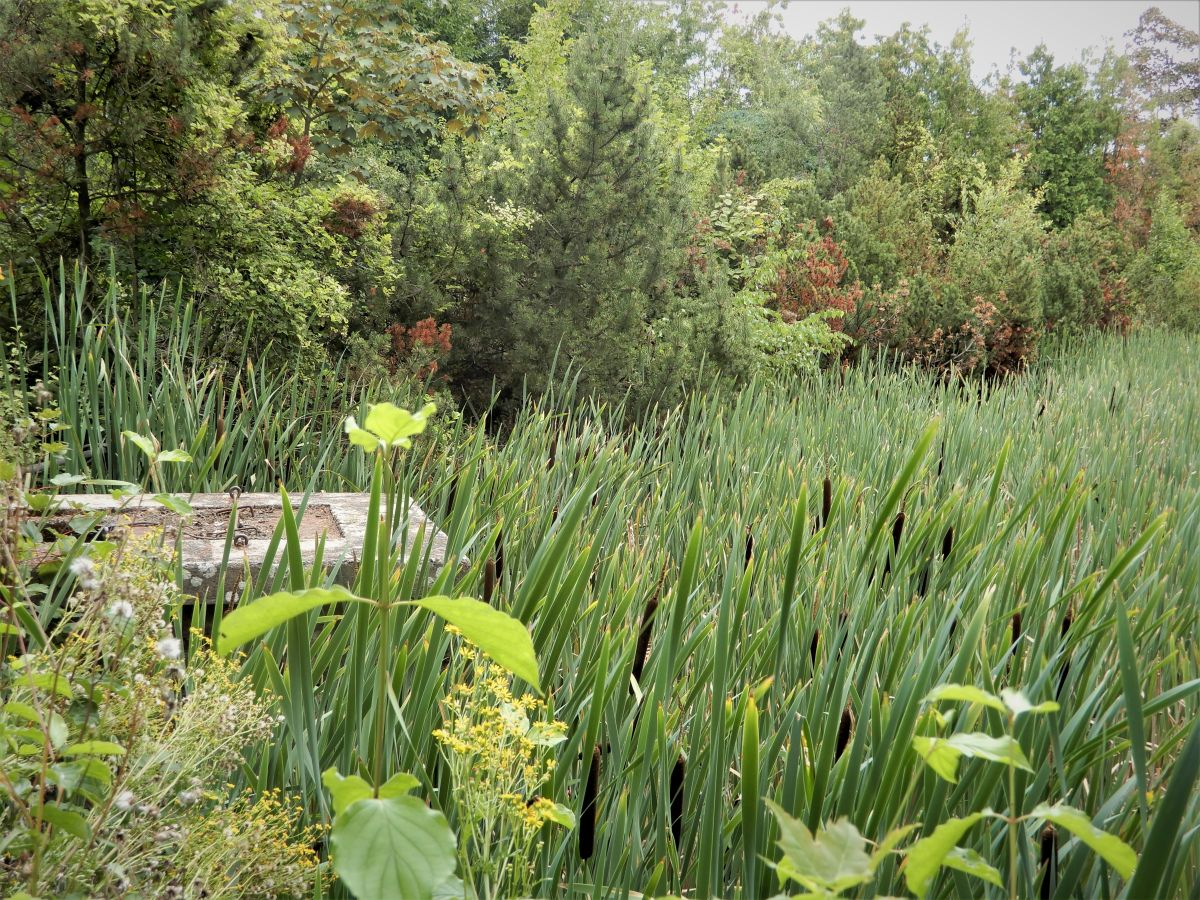
Hladina rybníka s orobincem
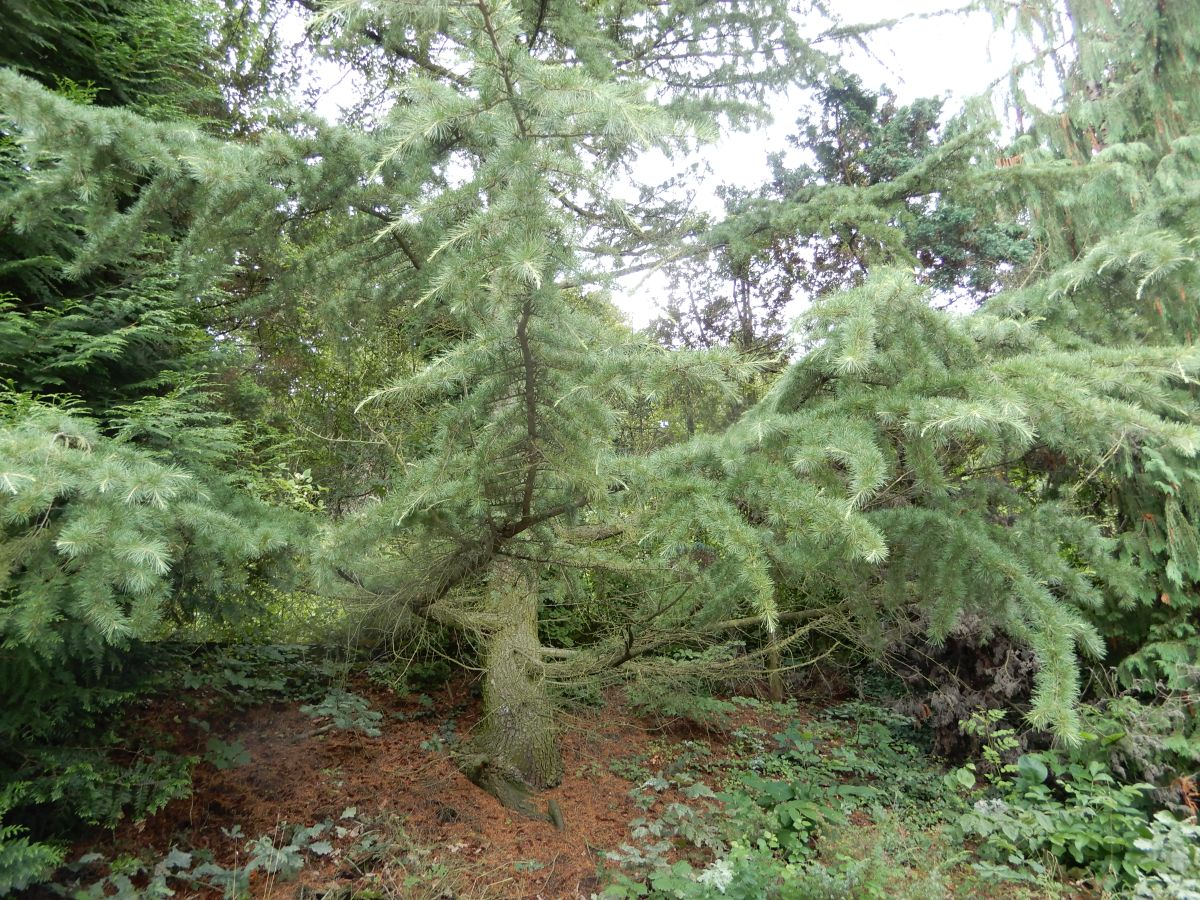
70letý jehličnan
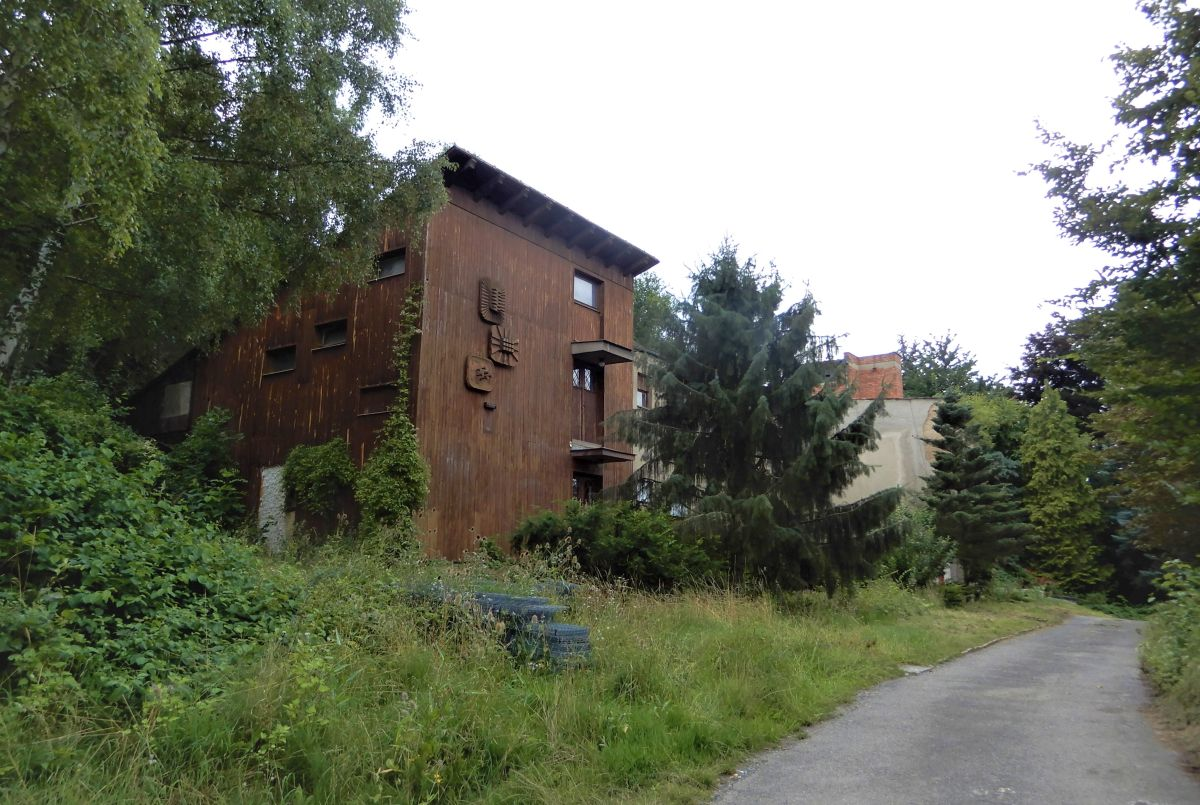
Bývalá sauna
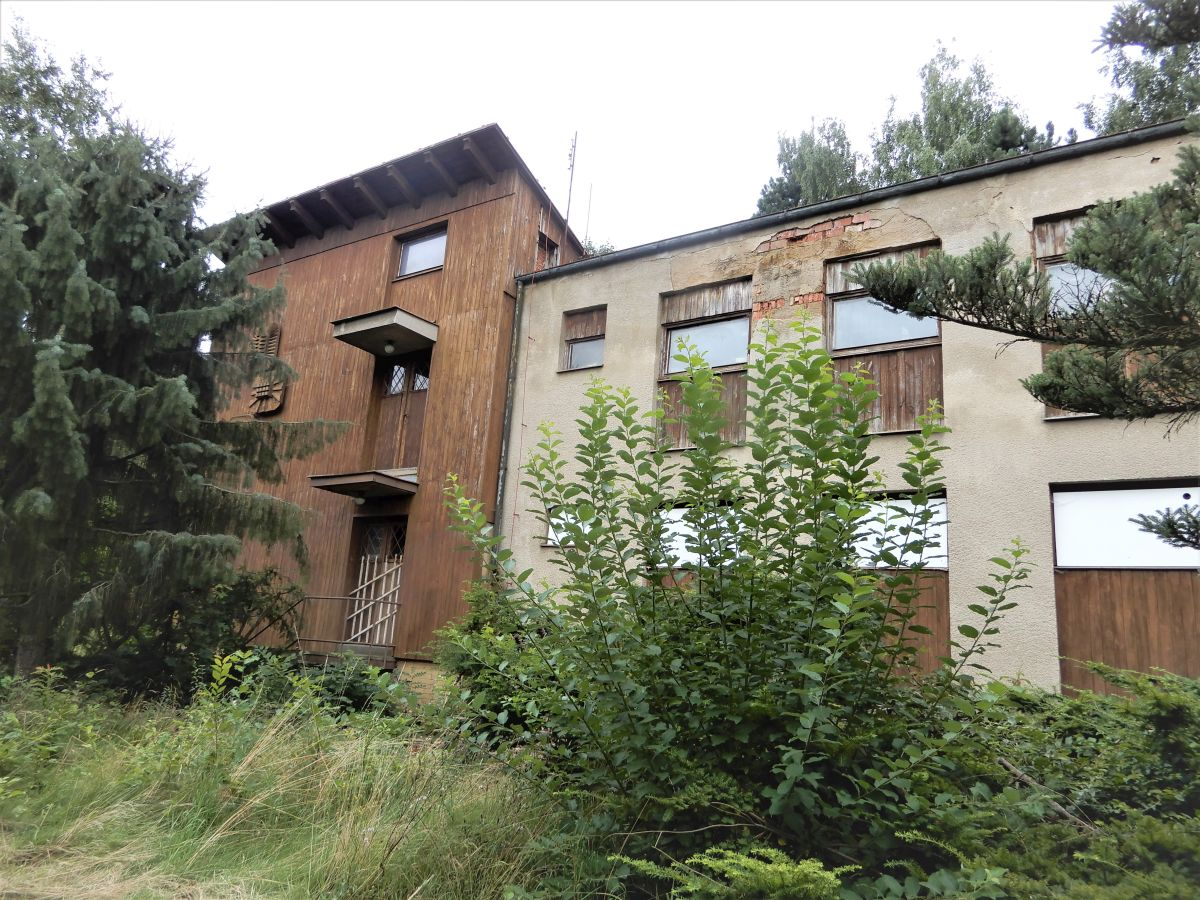
Bývalá sauna (2021)
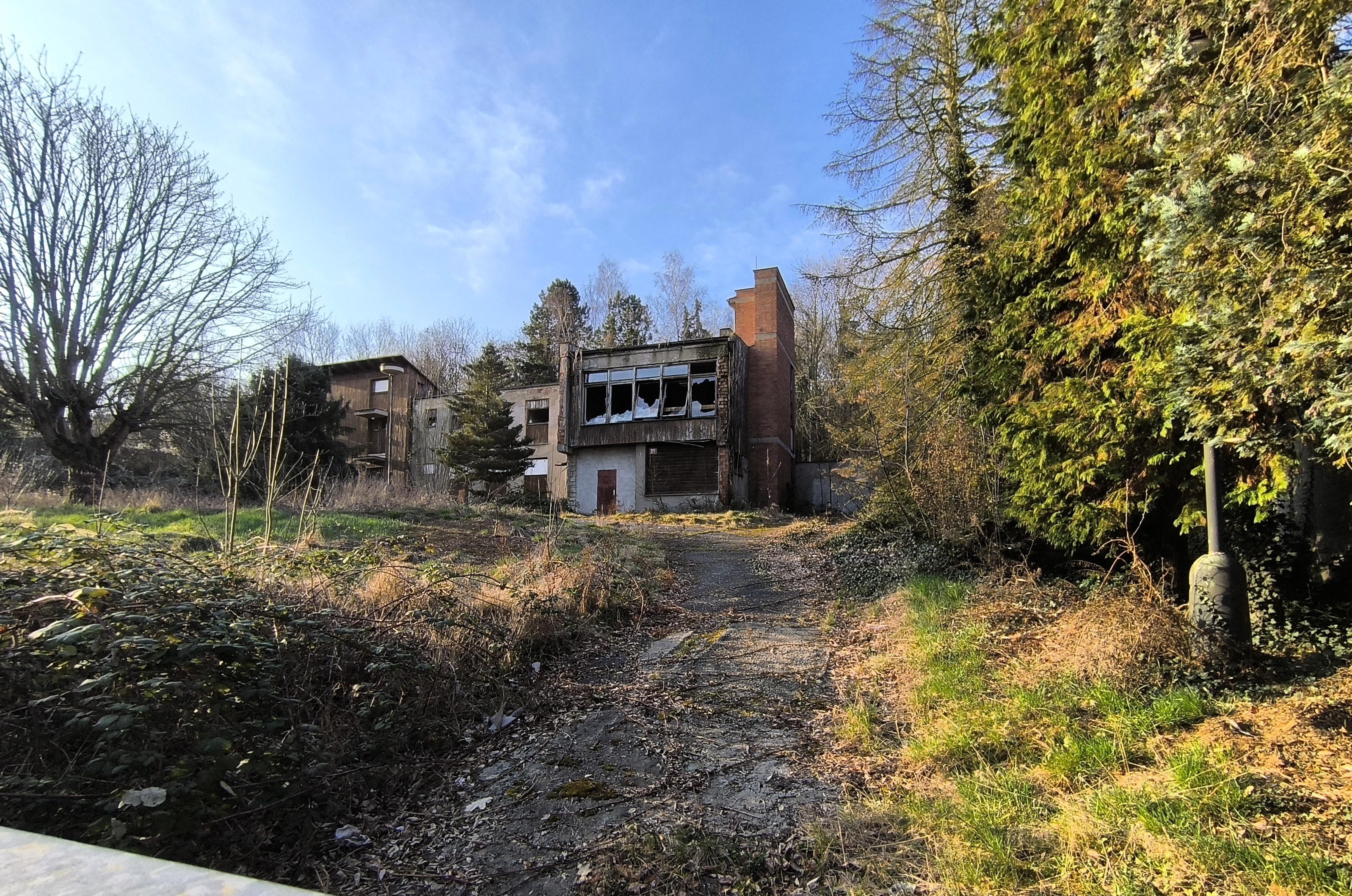
Bývalá sauna (2025)